# Mirzayansus denaicus
Mirzayansus denaicus är en insektsart som beskrevs av Dlabola 1979. Mirzayansus denaicus ingår i släktet Mirzayansus och familjen dvärgstritar. Inga underarter finns listade i Catalogue of Life.